# تاشدگی روسمان

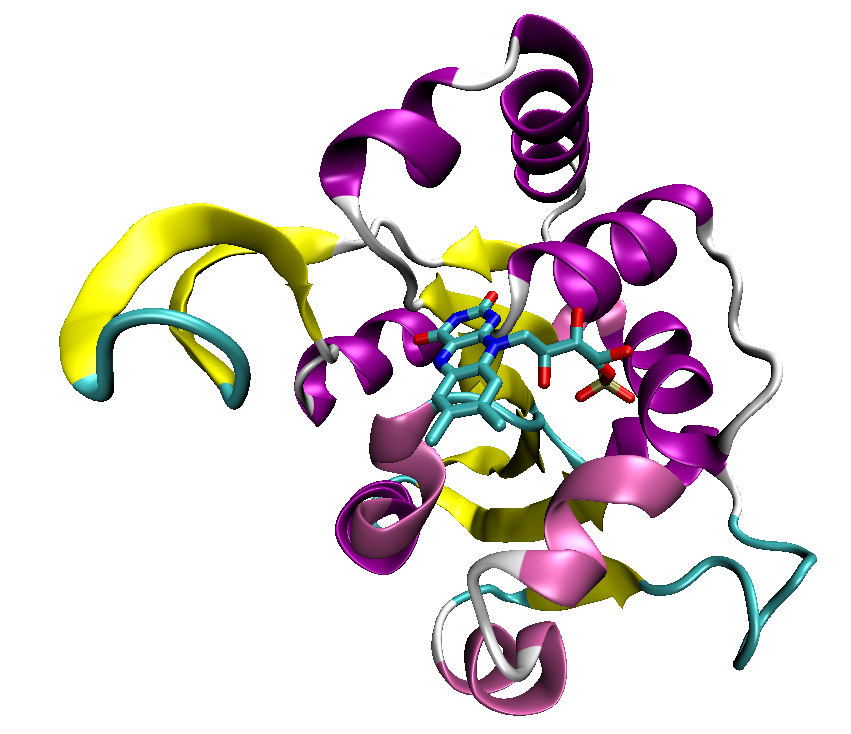
یک نمونه از تاشدگی روسمان، یک دومِـین ساختاری از آنزیم دکربوکسیلاز در باکتری استافیلوکوک اپیدرمیدیس (PDB ID 1G5Q) به همراه کوفاکتور فلاوین مونونوکلئوتید متصل به آن.

تاشدگی روسمان (انگلیسی: Rossmann fold) یک موتیف ساختاری پروتئین است که در پروتئین‌های متصل‌شونده به نوکلئوتیدها همچون کوفاکتورهای اف‌ای‌دی (FAD)، نیکوتین‌آمید آدنین دی‌نوکلئوتید (NADH) و نیکوتین‌آمید آدنین دی‌نوکلئوتید فسفات (NADPH) یافت می‌شود.
این تاشدگی در سال ۱۹۷۴ میلادی توسط دانشمند آلمانی میشائیل روسمان و همکارانش توصیف شد که بیان کردند این تاشدگی برای اتصال کوآنزیم‌های دی‌نوکلئوتید در پروتئین‌های مختلف ضروری است. پروفسور روسمان کشف کرد که این موتیف ساختاری در پروتئین‌های متصل‌شونده به نوکلئوتیدها نظیر دهیدروژنازها شایع هستند.
ساختار این موتیف از حداکثر هفت صفحه بتا موازی تشکیل شده‌است که دو تای نخست، توسط مارپیچ آلفا به هم متصلند.